# سیاه‌کاج یون‌نان
سیاه‌کاج یون‌نان (نام علمی: Larix speciosa) نام یک گونه از سرده سیاه‌کاج است. این گونه در یون‌نان دیده می‌شود.